# دينيس بوبوف
دينيس بوبوف (بالروسية: Попов, Денис Александрович)‏ (و. 1979  م) هو لاعب كرة قدم، من روسيا، ولد في نوفوروسياسك، يلعب كمهاجم.

## روابط خارجية
- دينيس بوبوف على موقع قاعدة بيانات كرة القدم.إي يو (الإنجليزية)
- دينيس بوبوف على موقع ناشيونال فوتبول تيمز (الإنجليزية)
- دينيس بوبوف على موقع Soccerway.com (الإنجليزية)